# Иванов, Владимир Васильевич (дипломат)
Влади́мир Васи́льевич Ивано́в (род. 24 декабря 1952) — российский дипломат. Чрезвычайный и полномочный посланник 1 класса (20 июня 1994).
С 1 сентября 1997 по 24 июля 2001 года — чрезвычайный и полномочный посол России в Непале.